# Raken (Haren)
Raken ist ein Ortsteil der Stadt Haren (Ems) im niedersächsischen Landkreis Emsland.

## Geografie und Verkehrsanbindung
Der Ort liegt östlich des Kernortes Haren direkt an der am südlichen Ortsrand verlaufenden B 408.
Westlich vom Ort fließt die Ems.